# Juan José Flores
Juan José Flores y Aramburu (ur. 19 lipca 1800, zm. 1 października 1864) – ekwadorski polityk i generał pochodzenia wenezuelskiego, nazywany "założycielem Republiki".
Uczestnik walk o niepodległość Ekwadoru, 1822-1830 intendent w departamencie Quito w granicach Wielkiej Kolumbii, od 1830 przywódca ruchu separatystycznego w Ekwadorze, pierwszy prezydent suwerennej republiki (1830-1834 oraz 1839-1845), popierany przez konserwatystów. W 1832 zajął i przyłączył do Ekwadoru wyspy Galapagos. W przeprowadzonej próbie obalenia kierowanego przez niego rządu wśród spiskowców był Gabriel García Moreno przyszły prezydent Ekwadoru.